# Parapytanga catarinensis
La parapytanga (Parapytanga catarinensis) è un anfibio temnospondilo estinto, appartenente agli stereospondilomorfi. Visse nel Permiano medio - superiore (circa 265 - 258 milioni di anni fa) e i suoi resti fossili sono stati ritrovati in Sudamerica.

## Descrizione
Questo animale doveva essere lungo oltre un metro e l'aspetto doveva richiamare quello di un'enorme salamandra, dal cranio appiattito e allungato, come quello di un coccodrillo. I fossili sono frammentari, ma dal raffronto con quelli di animali simili quali Rhinesuchus e Uranocentrodon è possibile ipotizzarne l'aspetto. Parapytanga era caratterizzato da un epipterigoide robusto e fornito di un processo anteriore a forma di lama, di un largo contatto suturale tra il parasfenoide e lo pterigoide e di "tasche" sul parasfenoide, limitate da creste acute e ben sviluppate che si estendevano all'insù, sopra il lato laterale dei condili exoccipitali. Era inoltre presente una piccola ossificazione basioccipitale, visibile solo in vista occipitale, che contribuiva ai condili exoccipitali. Sia il parasfenoide che le ossa pterigoidi erano zigrinate, mentre il forame per l'arteria carotide interna era posto nell'angolo posterolaterale del parasfenoide, dietro l'articolazione con lo pterigoide.

## Classificazione
Parapytanga catarinensis venne descritto per la prima volta nel 2015, sulla base di resti fossili incompleti ritrovati nello stato di Santa Catarina in Brasile, nella formazione Rio do Rasto, risalente al Permiano medio - superiore.  
Secondo un'analisi cladistica effettuata all'epoca del primo studio, Parapytanga risulterebbe essere un membro arcaico degli stereospondilomorfi, affine al caratteristico Australerpeton dal cranio allungato, anch'esso sudamericano. Le somiglianze con i rinesuchidi potrebbero essere dovute effettivamente a una stretta parentela, dal momento che uno studio successivo ha determinato l'appartenenza di Australerpeton ai rinesuchidi (Eltink et al., 2016).